# Lake View (Iowa)
Lake View is een plaats (city) in de Amerikaanse staat Iowa, en valt bestuurlijk gezien onder Sac County.

## Demografie
Bij de volkstelling in 2000 werd het aantal inwoners vastgesteld op 1278. In 2006 is het aantal inwoners door het United States Census Bureau geschat op 1232, een daling van 46 (-3,6%).

## Geografie
Volgens het United States Census Bureau beslaat de plaats een oppervlakte van 5,5 km², waarvan 4,8 km² land en 0,7 km² water. Lake View ligt op ongeveer 383 m boven zeeniveau.

## Plaatsen in de nabije omgeving
De onderstaande figuur toont nabijgelegen plaatsen in een straal van 20 km rond Lake View.